# 小森由貴
小森由貴（日语：小森 由貴，羅馬化：Yoshitaka Komori，1987年3月27日—），出生於日本，於2021年歸化為中華民國籍。目前效力於台中Futuro。

## 球員生涯
國中時加入J3聯盟YSCC橫濱俱樂部的青訓隊。小森由貴離開青訓隊後，決定前往東南亞找尋機會。之後也陸續到新加坡、泰國加入當地的職業球隊。小森由貴在東南亞當了4年的職業球員，來到台灣管理家族事業。來到台灣的小森，成立了台中FUTURO俱樂部。並在台體大教練莊明諺的牽線下，他到台體踢了兩季聯賽。2018年，台中FUTURO成立，小森也成為「球員兼老闆」的身分。

## 國家隊生涯
小森由貴已來台5年，已符合FIFA的入籍條件，歸化加入中華男足。並在2021年6月3日對上尼泊爾的比賽首次上陣。

### 國家隊生涯統計
| 中華臺北                | 中華臺北 | 中華臺北 | 中華臺北 |
| 年度                    | 出賽     | 進球     | 參考     |
| ----------------------- | -------- | -------- | -------- |
| 2021                    | 3        | 0        | [ 3 ]    |
| 總計                    | 3        | 0        | [ 3 ]    |
| 最後更新於2021年6月15日 |          |          |          |